# Karo Healthcare
Karo Healthcare (tidigare Karo Pharma, Karo Bio) är ett företag inom konsumenthälsovård baserat i Stockholm, Sverige. Företaget har över 400 anställda och dess produkter är tillgängliga i över 90 länder.

## Historik
Karo Healthcare grundades 1987 av Jan-Åke Gustafsson. Företaget förvärvades 2018 av Riskkapitalbolaget EQT och avnoterades från Nasdaq i november 2022 efter ett uppköpserbjudande och en tvångsinlösen på resterande aktier.
Under åren efter EQT:s uppköp har företagets verksamhet vuxit genom ytterligare uppköp av andra bolag, exempelvis hudvårdsvarumärket E45 från Reckitt (2022), Sylphar International NV från Vendis Capital (2021), Pevaryl från Teva Pharmaceuticals (2021), och Trimb Holding AB från Avista Capital Partners (2019).
Karo Healthcare har också sålt vissa varumärken och verksamheter, bland annat ett sortiment av produkter, däribland Citodon, till Evolan Pharma (2021) och Swereco AB till investmentbolaget J2L Holding (2020).
Företaget avnoterades från Stockholmsbörsen First North med sista handelsdag den 24 november 2022.